# Villa Griselli
La villa Griselli est une historique résidence de style Art nouveau de Caluso au Piémont en Italie.

## Histoire
La villa fut construite en 1926 à la demande du médecin Ercole Griselli, originaire de Caluso mais qui avait jusque-là vécu et travaillé en Argentine pour se dédier au traitement de la diphtérie,.

## Description
La villa, distinguée par un style art nouveau avec des connotations nord-européennes, constitue une exception dans le panorama architectural du Canavais. Son architecture, liée aux expérimentations des architectes Ernesto Basile et Giuseppe Sommaruga et pas déficiente de renvoies aux œuvres de Henry van de Velde et de l'école de Nancy, pourrait aussi être inspirée des architectures de Buenos Aires, capitale de l'Art nouveau sudaméricain, connue par le commanditaire pendant son séjour en Argentine.
Les façades, caracterisées par une prononcée asymmmetrie volumétrique, présentent une équilibrée combinaison des matériaux qui parvient à donner une forte cohésion stylistique au bâtiment. L'élément distinctif de la villa est sa petite tour surmontée par une élancée toiture conique.